# Sandrine Piau
Sandrine Piau é uma soprano de ópera francesa nascida em Issy-les-Moulineaux a 5 de junho 1965, especializada em repertório  barroco.
Após um encontro com William Christie no Conservatório de Paris, onde foi estudar harpa, entrou no mundo da música barroca e tem colaborado com muitos dos maestros de topo, incluindo Marc Minkowski, Philippe Herreweghe, Paul McCreesh, Alan Curtis, Christophe Rousset, René Jacobs, e Fabio Biondi. Participou do projeto de Ton Koopman e Amsterdam Baroque Orchestra & Choir para gravar a obra vocal completa de Johann Sebastian Bach.
Foi agraciada com o título de Chevalier de l’Ordre des Arts et des Lettres pelo Ministério da Cultura  de França, em 2006.